# Barbara Strozzi
Barbara Strozzi (Venècia, batejada el 6 d'agost de 1619 - Pàdua, 11 de novembre de 1677) fou una compositora i cantant italiana, i una de les dones més importants de la història de la música.
Va escriure àries, cantates per a soprano solista i baix continu, duets i madrigals amb la tècnica de la monodia acompanyada, en una obra que aplega vuit volums. A més de ser un exemple destacat com a compositora, la veu de Barbara Strozzi s'ha convertit en una icona de la música barroca.

## Biografia
Barbara Strozzi va néixer a Venècia, el 6 d’agost de 1619 i batejada a l’Església de Santa Sofia, al barri de Cannaregio. En un principi va ser batejada amb el nom de Barbara Valle, el qual mantindrà només durant un temps.
De ben petita, ella i la seva mare, Isabella Griega o coneguda amb el nom de “La Greghetta”, s'instal·laran a la casa de Giulio Strozzi (1583-1652), un intel·lectual i llibretista d'òpera. Mai s'arribarà a saber si Strozzi era el seu pare natural, però es pot dir de cert que va actuar com a tal figura, convertint a Barbara en la seva filla adoptiva.
Serà als divuit anys, quan començarà ser coneguda amb el nom que l’acompanyarà tota la vida: Barbara Strozzi
Barbara neix en un moment en què Venècia era plena de creativitat i llibertat artística, tot i semblar estar en declivi. Venècia estava amenaçada per tots costats i marginada dins de l’Europa de l’època. La ciutat també tambalejarà per les pròpies crisis internes, des de la crisi papal l’any 1606, fins a l’arribada de la pesta els anys 1630 i 1631.
Començaments a la música
L’any 1631, quan Barbara compleix l’edat de 12 anys, assisteix a la seva primera Festa della Salute. Allà es mostra el seu talent musical, especialment amb la seva veu. Aprèn ràpid i ella mateixa s'acompanya amb el llaüt o la tiorba.
Giulio, que és qui l’havia ensenyat des d’un principi, creu que Barbara serà una promesa i decideix presentar-la al món de la música. Primer de tot, organitzarà classes de composició sota la instrucció de Francesco Cavalli, un dels compositors més importants de l’època.
Les classes de ben segur que donaran el seu fruit ja que en poc temps, Barbara Stozzi, només amb quinze anys passarà a ser anomenada “la virtuosissima cantatrice di Giulio Strozzi”.
A partir d’aquest moment, Giulio començarà a fer pública l’habilitat musical de la seva filla, sobretot com a cantant. Contribuirà a aquest fet la creació de l'Accademia degli Unisoni (1637) , que serà tal com ho descrivien en aquell moment “una espècie de laboratori per a l'experimentació musical i dramàtica” que s'organitzava a casa dels Strozzi. Allà Barbara podrà mostrar el seu talent com a músic i també, ocasionalment, com a compositora.
"La virtuossissima cantatrice"

Giulio Strozzi, era qui s'encarregava de decidir el camí que havia de seguir la seva jove promesa Barbara. En aquest camí arriba un punt on degut a l’edat de Barbara (al voltant dels 18 anys), Giulio ha de decidir quin serà el seu futur. El més evident seria el matrimoni o el convent, però Strozzi serà astut i seguirà una via més ambiciosa i alhora arriscada per a Barbara. Aquest camí serà la obertura de Barbara al món de la música i l’entrada dins aquest món, convertint l’exhibició de Barbara en l’únic objectiu per a Giulio. Però el ser dona en aquell moment, va convertir a la compositora no només en una músic virtuosa. Satírics van començar a compartir comentaris relacionant les seves interpretacions musicals amb un contingut sexual, parlant de la seva virginitat o de com evitava quedar-se embarassada.
"És una cosa bonica distribuir les flors després d'haver ja cedit el fruit."
L’any 1641 però, es va quedar embarassada del seu primer fill. El pare era Giovanni Paolo Vidman, un antic amic de Giulio Strozzi. En una carta escrita post-mortem s'informa de que Barbara Strozzi “va ser violada pel comte Vidman, un noble venecià, i va tenir un fill que porta el nom de Giulio Strozzi”. No se sap certament si això era veritat, ja que aleshores Vidman ja estava casat.
D’una manera o altra, Giovanni Paolo Vidman va ser pare de dues filles més de Barbara, i possiblement un quart també. Més tard s'ha comentat que la informació de que havia estat una violació, podria haver estat només una manera de protegir la reputació de Barbara.
En aquell moment, per a les autoritats venecianes no era important el fet que una dona pogués estar embarassada sense estar casada, sempre que es mantingués un ordre social. És a dir, mentre Barbara presidís un nucli familiar i els seus fills no fossin desatesos, l’estat venecià no s'interessava en que hagués estat una violació, un matrimoni,...
Dels anys que va estar embarassada, es perd la pista d’Strozzi i es coneix poc sobre la seva vida. El que si es sap, és que durant aquest temps ella no deix de publicar música, i de fet l’any 1644 publica el seu primer llibre de madrigals, amb una dedicatòria a Vittoria della Rovere, Gran Duquessa de Toscana.
Aquesta primera publicació hauria de suposar un intent per a Strozzi de restablir-se al món de la música (després d’uns anys embarassada i recuperant-se) i de formar una nova identitat com a compositora. Però aquest intent va fracassar. En aquesta època un compositor podia ocupar càrrecs musicals a esglésies, corts o teatres, mentre que una dona compositora trobaria difícil assegurar-se un treball en una institució.
Strozzi segueix sent coneguda, però si es menciona el seu nom és com a cantant, i fins i tot per parlar de la seva bellesa i no de la seva gloriosa veu. Davant de tots aquests comentaris, Barbara Strozzi va mantenir el silenci.
Una nova identitat i últimes composicions
Entre 1651 i 1664, la compositora publicarà set col·leccions de composicions que superen el nivell del seu primer llibre, mostrant un virtuosisme encara més alt i aportant cada cop més drama a la música. I sobretot mostrant una ambició per difondre i afirmar la seva pròpia veu com a compositora.

Strozzi continuarà publicant peces durant tota la seva vida, i rebent comentaris i calúmnies per ser una dona compositora. Arribarà a tal punt, que en les seves últimes tres obres, la compositora ni tan sols menciona que és una dona. En el llibre “Sounds and Sweet Airs”, Anna Beer relata: 
“Era un somni impossible. El temps, el lloc i el gènere de Strozzi van fer que es mantingués fermament com a compositora de miniatures musicals, com àries i cantates, mentre observava des de la barrera el triomf de l’òpera pública i dels seus promotors a Venècia”.
Finalment, Barbara Strozzi mor a Pàdua l’11 de novembre a l’edat de 58 anys.

Barbara Strozzi va ser una figura destacada sobretot en la dècada del 1650, un moment en el qual les seves obres van arribar a interpretar-se tant per Venècia com per tota Itàlia. Va haver d’afrontar-se a adversitats i obstacles com a compositora i a rebre comentaris de tota mena per la seva situació…tal com descriu Anna Beer a les últimes paraules de “Sounds and Sweet Airs”:
“Strozzi, amb el seu singular compromís, va alliberar les seves habilitats d'autora i compositora, guanyant un control sobre el seu treball, en un moment en què la majoria de les dones no podien fer-ho. La seva vida, la seva música i la seva personalitat intel·ligent van captivar el seu públic. Va viure una vida activa i influent a Venècia, i va marcar la història de la música per sempre”.

## Obra

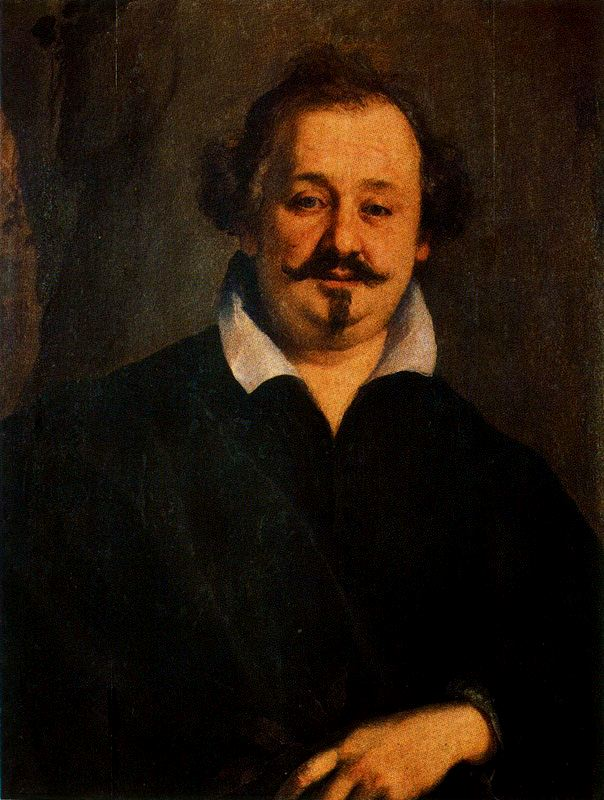
Retrato del poeta Giulio Strozzi Galería de los Uffizi de Florència

Barbara Strozzi va publicar obres des de l’any 1644, amb el gran “Il primo libro de’ madrigali” (el primer llibre de madrigals) fins a l’any 1664. La seva obra consta de 8 opus formats per diverses peces cadascun.
Deixant de banda els madrigals del seu primer opus, la seva obra es basa àries i cantates, per a una veu solista, dues, tres, quatre o fins a cinc veus. També gaudim de repertori vocal amb acompanyament instrumental “obbligato”.
Barbara Strozzi mai no intentà (o almenys no s'ha conservat o no es va publicar mai) escriure una òpera sencera, però algunes de les seves cantates deixen entreveure els seus dots de compositora dramàtica.

## Estil
Com ja s'ha dit, l’obra d'Strozzi es divideix en dues categories: àries i cantates, sense comptar els madrigals de l’opus 1.
Les àries acostumaven a ser peces breus i estròfiques o amb un motiu repetit tant al principi com al final (actuant com la tornada d’una cançó). Mentre que les cantates passaven a ser obres més llargues i variades. Amb més seccions i buscant diferents estils. Aquestes cantates solen basar-se en diversos estils vocals, com recitatiu, ariós i ària, i estan escrites sobretot per a una soprano.
Les diferències més evidents era la divisió formal que es feia de les seves obres, tot i que es descriuen amb aquestes característiques cada una de les categories, no es pot dir que sempre fos així. Sobretot en les seves primeres obres es nota la recerca i exploració formal que fa Strozzi, com a compositora primerenca encara.
De la mateixa manera, les seves obres també s'adaptaven al significat del text de la peça, sobretot en les cantates. La major part dels textos tenen temàtiques amoroses, seguint l'estètica marinista, promogut pel poeta Giambattista Marino, en auge a mitjans del segle XVII.
Actualment son moltes les sopranos que proven d'interpretar-ne les obres, però han d'estar preparades per tractar amb l'estètica del text, que és essencial per a l'estètica del repertori. Cal exhibir la coloratura que Strozzi usava amb tanta abundància i també la veu sòlida i suau com per oferir connotacions sensuals.

## Publicacions
- Opus 1 (1644): Il primo libro de madrigali (El primer llibre de madrigals). Dedicat a Vittoria della Rovere, duquessa de Toscana.
- Opus 2 (1651): Cantate, ariette, e duetti. Dedicat a Ferran III d'Àustria i Leonora II de Màntua.
- Op. 3 (1654): Cantate, ariete a una, due, e tre voci.
- Op. 4 (1654/1655?) (No es té informació sobre aquesta col·lecció)
- Op. 5 (1655): Sacri Musicali Affetti, Libro I. Dedicat a Anna d'Àustria, arxiduquessa d'Innsbruck.
- Op. 6 (1657): Ariette a Voce Sola, Opera Sesta. Dedicat a Francesco Carafa.
- Op. 7 (1659): Diporte di Euterpe, overo Cantate & Ariette a voce sola. Dedicat a Nicolò Sagredo, procurador de Sant Marco.
- Op. 8 (1664): Arie. Dedicat a Sofia, duquessa de Brunswick i Lüneburg.

Vegis també: Portal: https://barbarastrozzi.com/. Obra completa de Barbara Strozzi.

## Discografia seleccionada
- Judith Nelson, William Christie - Harmonia Mundi HMX 2901114, És especialment eficaç la línia fluida i el tempo ben calibrat a <<Su'l Rodano severo>>.
- Primo libro de madrigali - La Venexiana Cantus 9612, Una interpretació equilibrada i ben articulada estilísticament.
- Àries op. 8, Emanuela Galli, La Risonanza * Fabio Bunnizzoni, GLOS GCD 921503, Una interpretació elegant i equilibrada.
- Susanne Ryden (soprano). Ensemble Musica Florita, Harmonia Mundi HMC 905249.